# Kingston upon Hull
Kingston upon Hull [ˌkɪŋstənəpɒnˈhʌl], kurz Hull [hʌl], ist eine englische Stadt (City), die am Nordufer der Flussmündung des River Hull in den Humber gelegen ist. Sie stellt eine Unitary Authority innerhalb der zeremoniellen Grafschaft East Riding of Yorkshire dar und hatte 2012 etwa 257.000 Einwohner. Im Jahre 1299 wurde die Stadt durch Eduard I. nach King's Town benannt. Damals war Hull eine Minderstadt, besaß einen für das Militär wichtigen Hafen und war Zentrum des Handels, der Fischerei, des Walfangs und der Industrie. Hull war zudem ein früher Schauplatz der englischen Bürgerkriege. Im 18. Jahrhundert war die Stadt durch den Parlamentarier William Wilberforce Schauplatz der Ereignisse, die zur Aufhebung des Sklavenhandels in Großbritannien führten.

## Besonderheiten
Die Stadt besaß bereits im Jahre 1902 ein eigenes Fernsprechsystem sowie Telefonzellen und war damit einzigartig im Vereinigten Königreich. Nachdem sie schwere Schäden während des Zweiten Weltkriegs erlitten hatte, hatte sie mit einer Zeit des postindustriellen Abschwungs zu kämpfen, was sich ungünstig im sozialen Bereich, in den Bereichen Ausbildung und der Politik auswirkte. Jedoch hat die Stadt ein umfangreiches Programm der ökonomischen Regeneration und der Erneuerung in Angriff genommen.
Hull war die Heimat einiger namhafter Dichter wie zum Beispiel Philip Larkin; viele seiner Gedichte haben Hull als Schauplatz. Hier kann man Erfahrungen im Gebiet sowohl klassischer als auch populärer Musik machen, und verschiedene Museen bieten einen Einblick in die Geschichte und Entwicklung der Stadt Hull. Zusammen mit einem regen Nachtleben und populären Kunstfestivals zieht Hull Besucher aus einer weiten Region an.
Sportliche Zuschauerevents umfassen Profifußball sowie zwei Rugbyvereine. Amateursportvereine bieten zudem ein breites Angebot der aktiven Teilnahme an.
Die University of Hull sowie die Hull-York-Medical School befinden sich in der Stadt. Um die Seegeschichte der Stadt fortzuführen, bietet die seit langem bestehende Hull Trinity House School die Ausbildung zum Matrosen an.
Der lokale Akzent unterscheidet sich in seinen Vokaltönen deutlich vom Rest der Yorkshire-Region; er ähnelt jenem von Lincolnshire und wird mit demjenigen der ehemaligen Grafschaft Humberside in Verbindung gebracht.

## Geographie

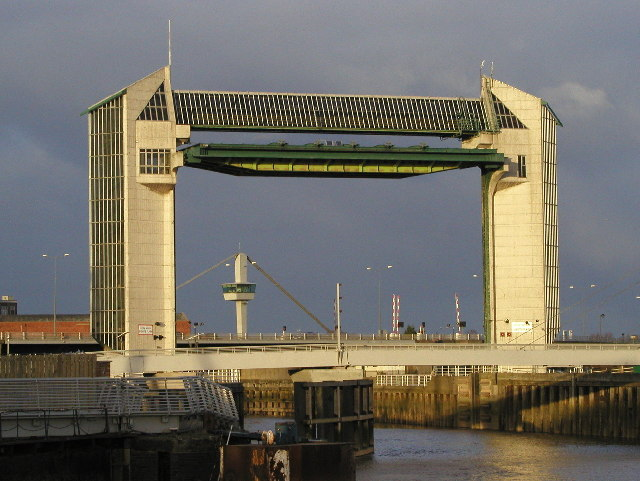
Das Flutschutzwehr des Hull an der Mündung in den Humber gelegen

Kingston upon Hull ist 248 Kilometer nördlich von London am Nordufer der Mündung des Humbers in die Nordsee gelegen. Das Stadtzentrum befindet sich westlich des Hulls und nahe am Humber. Der Untergrund der Stadt besteht aus alluvialem Schwemmboden sowie glazialen Ablagerungen. Darunter befindet sich Kalkgestein, welches jedoch keinen Einfluss auf die örtliche Topographie hat. Das Stadtgebiet ist allgemein sehr flach und liegt lediglich 2 bis 4 Meter über dem Meeresspiegel. Die Orte Drypool, Marfleet und Sculcoates sowie die meisten Ortsteile der Gemeinde Sutton wurden im 19. und 20. Jahrhundert nach Hull eingemeindet. Seitdem wurde viel dazwischenliegendes Land bebaut; auch in sozialen und wirtschaftlichen Bereichen sind die Orte dadurch seit langem untrennbar von der Stadt geworden. Lediglich Sutton behielt sich bis ins späte 20. Jahrhundert ein eigenständiges Ortsbild, wenngleich der Ort von Süden und Osten her durch die Bebauung anderer Vororte erreicht wurde. Bis zu ihrer Eingemeindung nach Hull waren die vier Orte eigenständige Gemeinden mit städtischem Charakter. Drypool und Sculcoates wurden 1837 eingemeindet, Maryfleet im Jahre 1882, Sutton folgte schließlich 1929. Die derzeitigen Grenzen der Stadt sind fest gezogen und schließen viele Orte der Metropolregion aus, von denen Cottingham die größte ist. Die Stadt ist von der städtisch geprägten Grafschaft East Riding of Yorkshire umgeben.
Manche Gebiete Hulls liegen unter dem Meeresspiegel. Das Flutschutzwehr des Flusses Hull befindet sich an der Mündung ins Humberdelta und wird gesenkt, wenn ungewöhnlich hohe Sturmfluten erwartet werden. Dies geschieht 8- bis 12-mal pro Jahr und schützt somit etwa 10.000 Menschen vor Überflutungen. Wegen der niedrigen Höhe der Stadt wird davon ausgegangen, dass im Zuge der globalen Erwärmung die Gefahr von Überflutungen ansteigt. Hull war vom Hochwasser des Jahres 2007 teils schwer betroffen, da bedingt durch die Topographie das Wasser kaum abfloss und lange an Ort und Stelle blieb. Etwa 20 % aller Gebäude sowie 90 von 105 Schulen der Stadt waren betroffen. Zu diesem Zeitpunkt wurde die Lage der Stadt von den Medien größtenteils übersehen, welche ihren Blick mehr auf die weit schlimmeren Überflutungen in Sheffield und Doncaster richteten. Dies ließ den Ratsvorsitzenden Carls Minns zu der Aussage verleiten, Hull sei die „vergessene Stadt“ des Hochwassers. Die Schäden allein an den Schulen beliefen sich auf umgerechnet etwa 115 Millionen €.

### Klima

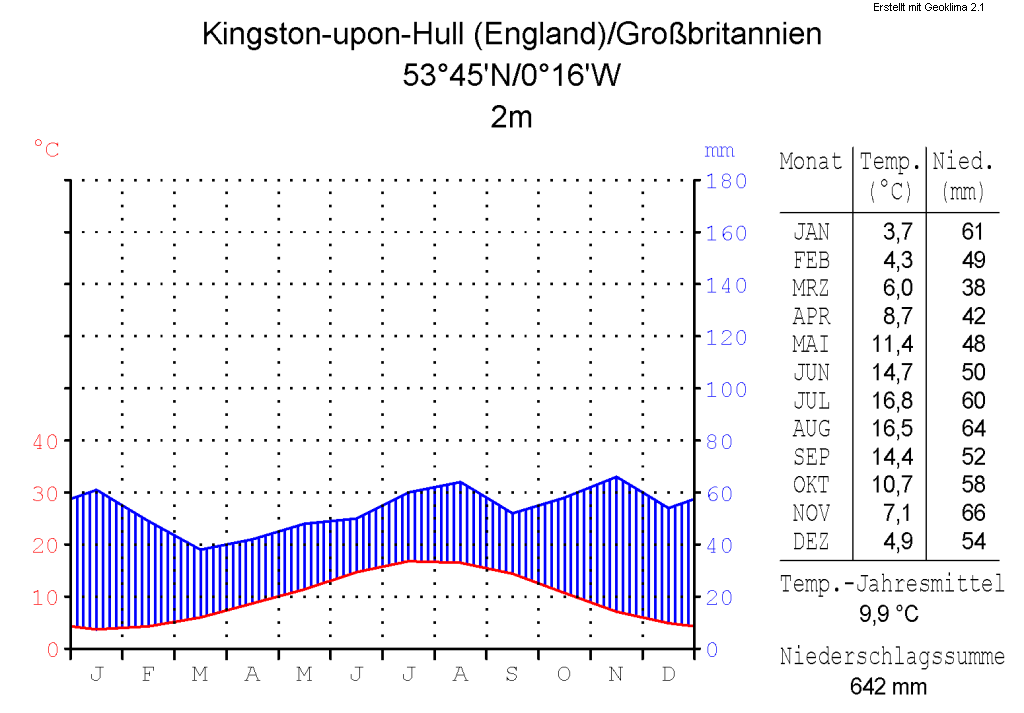
Klimadiagramm von Kingston upon Hull

Mit seiner Lage in Nordengland besitzt Hull ein gemäßigt ozeanisches Klima, welches vom Durchzug von Tiefdruckgebieten geprägt ist. Das Wetter wechselt beinahe jeden Tag; durch den Einfluss des Golfstroms ist die Region in Bezug auf ihren Breitengrad sehr mild. Regen fällt an etwa 109 Tagen im Jahr, der durchschnittliche Jahresniederschlag liegt bei 565 Millimetern. Der Januar ist üblicherweise der kälteste Monat und der November der nasseste. Der wärmste Monat ist der August, während der Februar der trockenste ist.
Am 27. Februar 2008 gegen 1 Uhr Ortszeit befand sich Hull etwa 48 Kilometer (30 Meilen) nördlich des Epizentrums eines Erdbebens mit der Stärke 5,3 auf der Richterskala. Das Beben dauerte etwa 10 Sekunden und war für diese Breiten ein ungewöhnlich starkes Beben.

## Geschichte
Die erste Siedlung am Zusammenfluss von Hull und Humber wurde von Mönchen der Zisterzienserabtei Meaux Abbey im 12. Jahrhundert gegründet, um Wolle zu verschiffen.
Hull erhielt am 1. April 1299 das Stadtrecht und seinen Namen als Kings Towne on the River Hull durch König Edward I. von England, der einen nördlich gelegenen Hafen brauchte, um seine Kriege in Schottland zu unterstützen. Die 700 Jahre alte Charta befindet sich heute im Rathaus von Hull. Vor der Neugründung waren Hafen und Siedlung unter dem Namen Wyke bekannt.

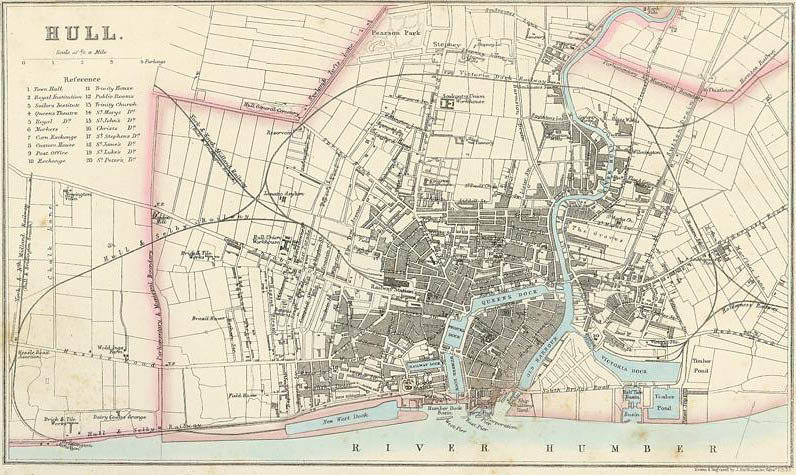
Hull im Jahre 1866

Im Jahre 1642 kurz vor Beginn des englischen Bürgerkrieges ergriff der Gouverneur Hulls offen für die parlamentarische Seite Partei und verweigerte König Karl I. den Zugang zur Stadt und dem militärisch wichtigen Arsenal. Er wurde zum Verräter erklärt und trotz Begnadigung durch das Parlament hingerichtet. Insbesondere die Belagerung der Stadt war einer der Gründe für den offenen Ausbruch des Krieges.
Der Walfang spielte für die Stadt bis Mitte des 19. Jahrhunderts eine wichtige Rolle. Der Wohlstand Hulls reichte bis in die Jahrzehnte vor dem Ersten Weltkrieg hinein. Im Jahre 1897 wurde Hull der Stadtstatus bewilligt. Die Walfangindustrie als wichtigster Zweig der Hochseefischerei ging nach dem Zweiten Weltkrieg immer weiter zurück, was schließlich zum sogenannten Kabeljaukrieg von 1975/76 führte. Die darauf getroffenen Vereinbarungen führten zu einem weiteren Rückgang von Hulls Wirtschaft.
Während des Zweiten Weltkrieges wurden durch schwere Bombenangriffe der Hafen, Industrieanlagen und weite Teile des Stadtzentrums zerstört. 95 % der Gebäude von Hull waren entweder beschädigt oder zerstört – damit war Hull nach London die am heftigsten bombardierte britische Großstadt.
Von einer Bevölkerung von etwa 320.000 Einwohnern zu Beginn des Krieges wurden 192.000 durch die starken Zerstörungen obdachlos. Das heftigste Bombardement fand 1941 statt. Über dessen Zerstörungen wurde wenig bekannt, da die meisten Zeitungs- und Radioreporter die Stadt nicht namentlich nannten, sondern sie nur als „Stadt an der Küste im Nordosten“ bezeichneten.
Im Frühjahr 1944 wurde die Stadt im Rahmen des Unternehmens Steinbock nochmals von deutschen Bombern angegriffen. In den Nachkriegsjahren wurde der größte Teil des Stadtzentrums wiederaufgebaut.
Der administrative Status der Stadt hat sich historisch mehrfach verändert.
Als ehemaliger Distrikt war Hull von 1974 bis 1996 Bestandteil der Verwaltungsgrafschaft Humberside. Bei ihrer Auflösung wurde Hull zu einer Unitary Authority.

### Rebellion der Fischerwitwen
Im Laufe der Jahrzehnte sind circa 6000 Fischer aus Hull auf See gestorben. Als im Winter 1968 innerhalb von vier Wochen drei Fischtrawler aus Hull mit 58 Mann gesunken waren, schlossen sich Fischerwitwen in ihrer Trauer und Wut gegen die Fahrlässigkeiten der Eigner zusammen. Ihr Ziel war es, eine Verbesserung der Arbeitsbedingungen und der Sicherheitsbestimmungen zu erreichen. Denn viele Trawler fuhren ohne Funker und ärztliche Betreuung in den Nordatlantik, die Fischer mussten ihre Ausrüstung für die Fahrten bei Temperaturen bis zu minus 15 Grad selbst bezahlen. Die Frauen forderten vollständige Crews, Sicherheitsleinen an Deck, wetterfeste warme Schutzkleidung, Notsignale, Begleitschiff mit Arzt, moderne Hilfsmittel gegen Vereisung und dass kein Trawler im Winter in Sturmgebiete fahren sollte. Als sie nach London fuhren, um ihre Forderungen der britischen Regierung vorzutragen, wurden sie an Londons Kings Cross „von einer jubelnden Menge empfangen, als wären sie die Beatles“. Sie trugen den Ministern für Handel, J. P. W. Mallalieu, und für Fischerei, Fred Peart, vor und erreichten eine vom Premier Harold Wilson angewiesene Zusage. Zwei Tage später wurde im Fischereiministerium mit den Vertretern der Fischereiindustrie ein Auflagenkatalog „von historischem Ausmaß“ verabschiedet. Alle Bestimmungen galten ab sofort, daher wurden alle britischen Hochseetrawler zurückbeordert. Eine Untersuchungskommission stellte in ihrem Bericht unter anderem fest, es regiere auf allen Hierarchieebenen der Industrie eine fatalistische Haltung gegenüber der Gefahr und die hohe Unfallrate hielten viele für mehr oder weniger unvermeidbar. Dagegen hätte sich die Mehrheit der Unglücke vermeiden lassen.

### Einwohnerentwicklung
| Zählung | Einwohner |
| ------- | --------- |
| 1801    | 021.280   |
| 1851    | 057.484   |
| 1901    | 236.772   |
| 1911    | 281.525   |
| 1921    | 295.017   |
| 1931    | 309.158   |
| 1941    | 302.074   |
| 1951    | 295.172   |
| 1961    | 289.716   |
| 1971    | 284.365   |
| 1981    | 266.751   |
| 1991    | 266.180   |
| 2001    | 243.595   |
| 2011    | 256.406   |

Gemäß der Volkszählung des Vereinigten Königreiches im Jahre 2001 hatte Hull 243.589 Einwohner, welche sich auf 104.288 Haushalte verteilten. Die Bevölkerungsdichte lag bei 34,1 Einwohnern pro Hektar. 47,85 % aller Wohnungen Hulls waren Mietwohnungen, der nationale Schnitt lag hier bei 31,38 %. Die Bevölkerung schrumpfte seit der vorhergehenden Volkszählung 1991 um 7,5 % und wurde im Juli 2006 offiziell auf 256.200 Personen geschätzt. Laut der britischen Statistikbehörde ONS betrug mit Einwohneranzahl 2020 gut 259.000 Personen.
Im Jahre 2020 waren gut 52.000 Menschen unter 16 Jahre alt, rd. 190.000 waren zwischen 16 und 74 Jahre alt und knapp 17.000 waren 75 Jahre alt und älter. 97,7 % der Gesamtbevölkerung waren Weiße; die größte ethnische Minderheit war eine Gruppierung von 749 Menschen, die sich selbst als chinesisch ansieht. Bloß 3 % der in Hull lebenden Menschen wurde außerhalb des Vereinigten Königreiches geboren. Im Jahre 2006 stellten irakische Kurden die größte ethnische Minderheit dar und wurden auf 3.000 Menschen geschätzt. Die meisten dieser Leute wurden durch die Einwanderungsbehörde in die Stadt quartiert, während ihre Asylanträge bearbeitet wurden. Hinsichtlich ihrer Religionszugehörigkeit waren im Jahre 2021 41,6 % der Einwohner Christen. 48 % gaben hingegen an, keiner Religion anzugehören, während sich 4,1 % anderen Religionen zugehörig sahen. Im Jahre 2001 hatte die Stadt die niedrigste Kirchenbesuchsrate des Vereinigten Königreiches.
Im selben Jahr hatte die Stadt mit 6,2 % einen hohen Anteil an arbeitsfähigen Arbeitslosen und belegte damit Platz 354 der 376 Gemeinden Englands und Wales’. Für 64.578, also etwa zwei Drittel aller 95.957 beschäftigten Arbeitnehmer war der Weg zur Arbeitsstelle kürzer als 5 km (3,1 mi). Weitere 18.031 Menschen fuhren zwischen 5 und 10 Kilometern weit auf dem Weg zur Arbeit. 12.915 Menschen nutzten auf ihrem Arbeitsweg öffentliche Verkehrsmittel, während 53.443 Menschen mit dem Auto fuhren.
Die Tabelle links zeigt die Ergebnisse der einzelnen Volkszählungen seit 1801. Sie werden ab 1901 im 10-Jahres-Intervall aufgeführt.

## Politik

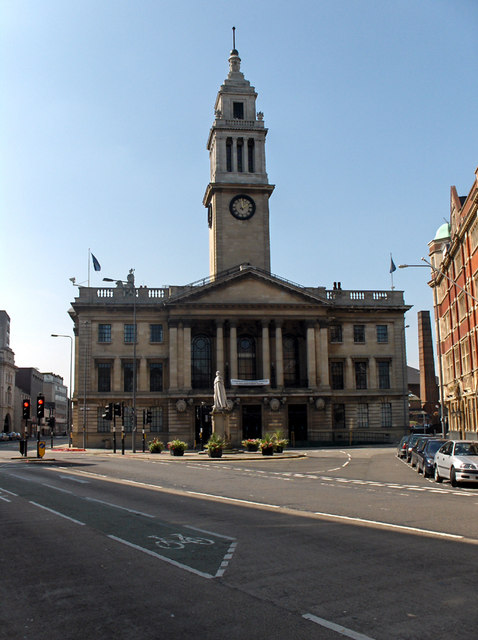
Das Rathaus

Gemäß dem Local Government Act von 1888 wurde Hull ein County Borough, also ein von East Riding of Yorkshire unabhängiger und mit ihm gleichgesetzter Verwaltungsbezirk. Dieser Bezirk wiederum wurde durch den Local Government Act von 1972 aufgelöst, welcher am 1. April 1974 in Kraft trat. Nun wurde Hull zu einem Bezirk der neu gegründeten Grafschaft Humberside. Die Grafschaft wurde mit ihrem Rat am 1. April 1996 abgeschafft und Hull wurde schließlich zu einer einheitlichen Behörde.
Die lokale Behörde der Stadt ist nun das Hull City Council mit ihrem Sitz im Rathaus im Stadtzentrum.
Dem Stadtrat kam 2004 und 2005 die zweifelhafte Ehre als am schlechtesten agierende Behörde des Vereinigten Königreiches zuteil. Seitdem hat sich die Arbeit des Stadtrates jedoch enorm gebessert.
Die Kommunalwahlen von 2007 gewannen die Liberal Democrats mit einer breiten Mehrheit und zogen in den Stadtrat ein. Die Wahl beendete eine mehrjährige Phase, in welcher keine Partei alleine eine Mehrheit erlangen konnte. In der darauffolgenden Wahl von 2008 verteidigten die Liberaldemokraten ihre Macht und bauten ihre Mehrheit sogar aus.
Die Stadt sendet drei Abgeordnete ins britische Unterhaus. Bei der letzten Parlamentswahl im Jahre 2024 wählte sie drei Abgeordnete der Labour Party dorthin: Karl Turner, Diana Johnson und Emma Hardy. Der ehemalige Abgeordnete John Prescottwar bis zu seinem Rücktritt am 27. Juni 2007 der stellvertretende Premierminister des Vereinigten Königreichs. William Wilberforce ist Hulls am meisten gefeierter ehemaliger Abgeordneter des Unterhauses. Als Sohn der Stadt war er von 1780 bis 1784 Mitglied des Rates von Hull, bevor er als unabhängiges Mitglied für die Grafschaft Yorkshire ins Unterhaus einzog.

### Hull City Council
- Labour: 25
- LibDem: 29
- Unabh.: 3

### Städtepartnerschaften
Kingston upon Hull unterhält Partnerschaften mit

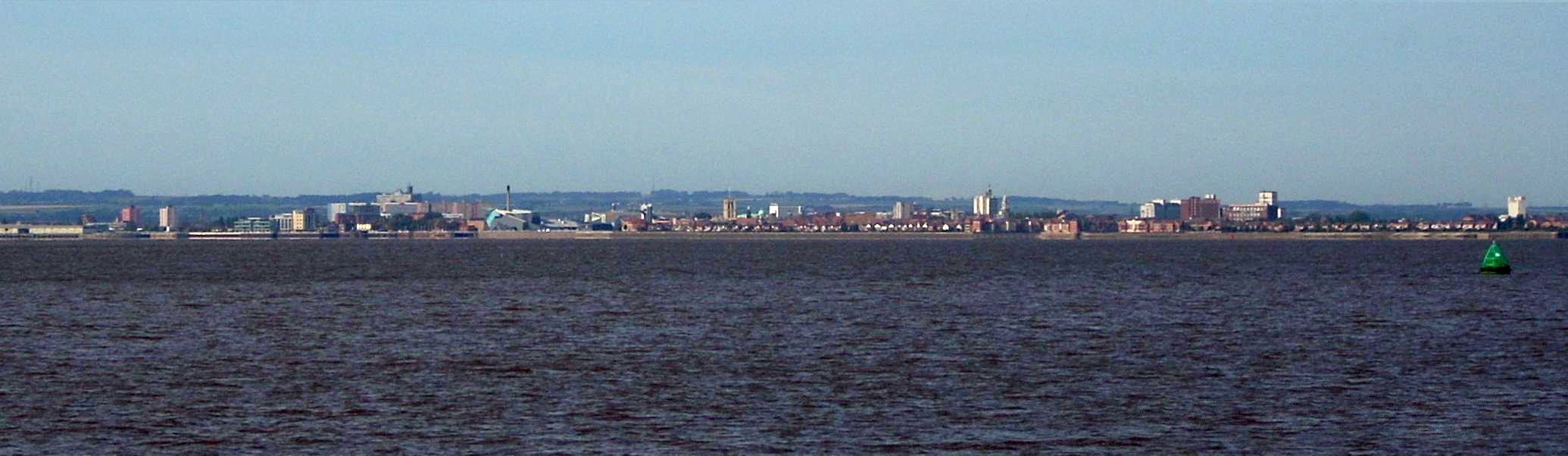
Panorama von Hull vom Südufer des Humbers aus gesehen, mit der Hügelkette der Yorkshire Wolds im Hintergrund

- Freetown, Sierra Leone
- Greifswald, Deutschland
- Niigata, Japan
- Raleigh, Vereinigte Staaten
- Reykjavík, Island
- Rotterdam, Niederlande
- Stettin, Polen

## Kultur und Sehenswürdigkeiten

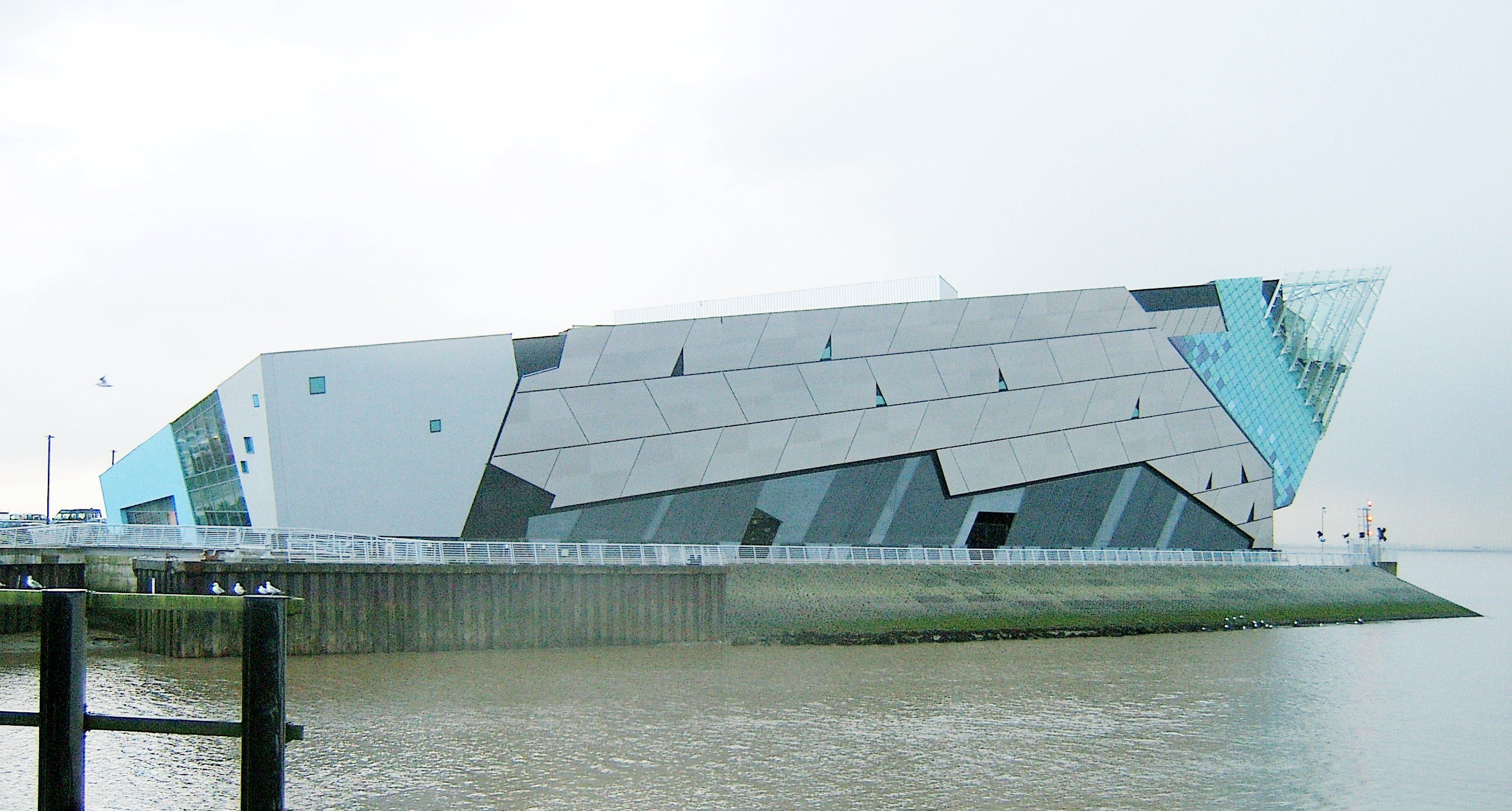
The Deep

Hull hat keinen besonders guten Ruf in England. Dies gibt der Spruch „Hull is dull“ (deutsch: „Hull ist öde“) wieder. Es hat aber auch den Ruf, „tough guys“ (deutsch: „harte Kerle“) hervorzubringen.
Im ausgedehnten Museumsviertel von Hull befinden sich unter anderem das „Wilberforce House“, das „Hull and East Riding Museum“, die „Ferens Art Gallery“, das „Maritime Museum“ und das „Streetlife and Transport Museum“. Ebenfalls sehenswert ist die Kunstsammlung der Universität Hull.
Weitere Sehenswürdigkeiten sind die „Queens Gardens“, The Deep, ein Meeresaquarium, das sich als das weltweit einzige „Submarium“ bezeichnet und um einen riesigen Aquariumtank gebaut ist. Dieses Aquarium enthält 2,5 Millionen Liter Wasser, 87 Tonnen Salz und hat einen gläsernen Aufzug.
Seit 1999 kann der Trawler Arctic Corsair als Museumsschiff in Hull besichtigt werden.

### Kirchen
Bedeutende Kirchen Hulls sind:

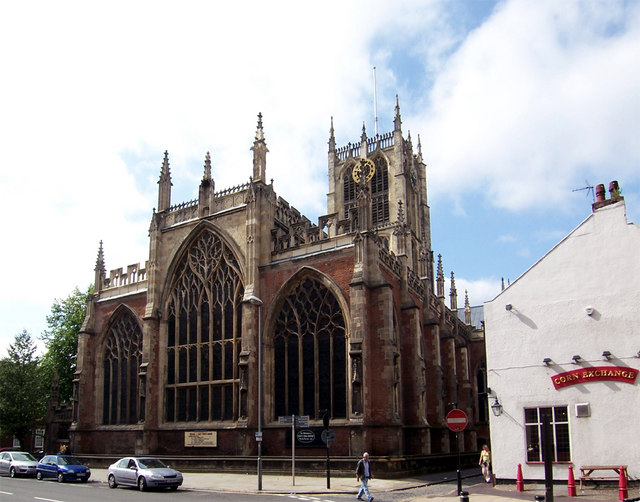
Dreifaltigkeitskirche Hull

- die Holy Trinity Church (Dreifaltigkeitskirche), erbaut 1320–1500, größte Gemeindekirche Englands, bezogen auf den Grundriss, 2017 mit dem Ehrentitel „minster“ (Münster) ausgezeichnet
- St Mary Lowgate aus dem 15. Jahrhundert, 1861 restauriert,
- St Charles Borromeo, 1829 gegründet, 1894 renoviert, und
- das Charterhouse (1778–80), Kapelle eines aus einer mittelalterlichen Kartause hervorgegangenen Altenheims.

Untypisch für englische Städte (cities) besitzt Hull keine Kathedrale. Hull gehört der Diözese York der Kirche von England an und besitzt einen Suffraganbischof.
Hull stellt einen Teil der südlichen Pfarrei der römisch-katholischen Diözese Middlesbrough dar. Zu ihr gehört unter anderem die St. Charles Borromeo-Kirche, welche die älteste katholische Kirche nach Einführung der Reformation ist.

### Sport

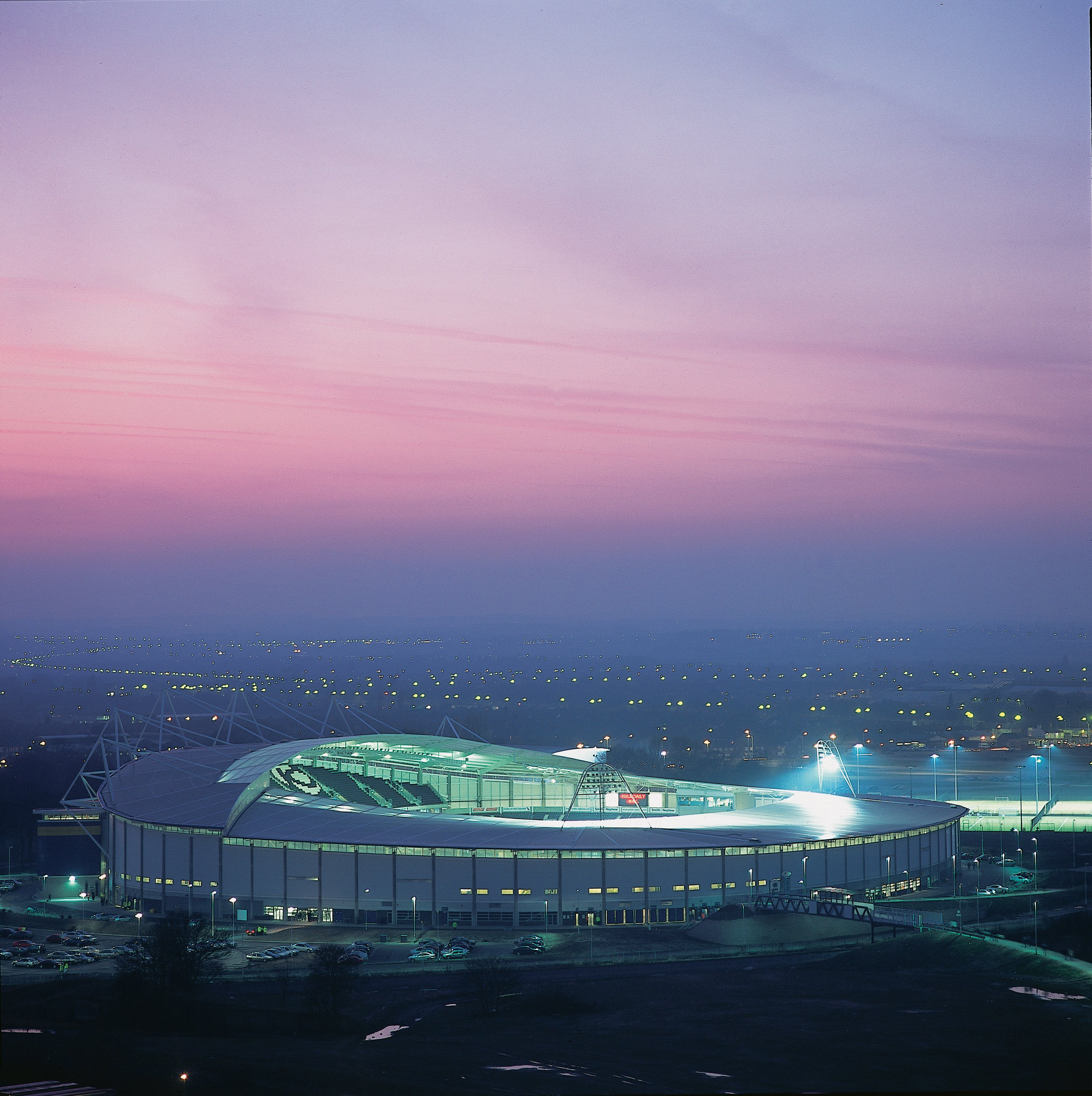
Kingston Communications Stadium

Hull bietet ein breites Spektrum an Sportvereinen und -organisationen an, sowohl für Zuschauer als auch für aktive Teilnehmer. Sportarten sind zum Beispiel Profifußball, Golf, Dart und Leichtathletik, aber auch Brieftaubenrennen.
Kingston upon Hull ist die Heimat des Fußballvereins Hull City. Der Verein trägt seine Heimspiele im 2002 eröffneten MKM Stadium aus.
Am 5. Mai 2013 gelang dem Club der Aufstieg in die Premier League durch ein 2:2 gegen Cardiff City. Der bisher liga-lose, neugegründete Klub Hull United kam in die Schlagzeilen, nachdem zum ersten Heimspiel der Mannschaft 2014 der Besitzer und Manager Jamie Waltham angekündigt hatte, dass jeder Zuschauer zwei Pfund bar auf die Hand bekommen solle.
Hull besitzt zudem zwei Clubs, die in der Super League spielen, und ist daher ebenso ein Zentrum des Rugbys. Hull FC trägt seine Spiele genau wie der Fußballverein Hull City im KC Stadium aus, die Kingston Rovers hingegen sind im Craven Park in East Hull beheimatet. Es gibt ebenso mehrere Clubs, die in niedrigeren Ligen spielen, wie zum Beispiel East Hull, West Hull, Hull Dockers und Hull Isberg, die alle in der National Conference League spielen. Um Rugby Union kümmert sich der Verein Hull Ionians, der im Brantingham Park spielt.
Radrennfahren wird beim Hull Cycle Speedway Club betrieben, der am Hessle Raceway nahe der Humberbrücke beheimatet ist. Weitere Radrennclubs wie Hull Thursday führen ihren Sport in der ganzen Stadt aus.
Die Stadt besitzt zudem die Hull Arena, eine große Eis- und Konzerthalle, in welcher der Eishockeyclub Hull Stingrays beheimatet ist. Dieser spielt gegenwärtig in der Elite Ice Hockey League. Es gibt auch den American Football Club Hull Hornets, der seit dem 5. November 2006 Mitglied der British American Football League ist. Mitte des Jahres 2006 war Hull Austragungsort einer Veranstaltung von One Pro Wrestling, einer Profiwrestlingvereinigung, die am 27. Juli den Devils Due Event in der Gemtec Arena austrug.
Die Stadt ist Gastgeber des Clipper Round the World Yacht Race, ein Yacht-Wettsegeln, welches von Clipper Ventures ausgetragen wird. Es erstreckt sich über eine Distanz von 56.000 km (35.000 mi) über den gesamten Erdball. Der Start erfolgte am 13. September 2009 in der Bucht von Hull, im Juli 2010 endete das Rennen.

## Wirtschaft und Infrastruktur
Wirtschaftlich betrieb Hull Handel mit dem europäischen Festland, diente aber bis ins 19. Jahrhundert hinein auch als Basis für den Walfang und die Tiefseefischerei, die erst 1975 endete. Die Yorkshire Drydock Company produzierte Schiffe der Baureihe Yorkshire Drydock Box.
Trotz der abnehmenden Fischindustrie hat der Hafen der Stadt seine Bedeutung nicht verloren; hier werden heutzutage 13 Millionen Tonnen Ware pro Jahr umgeschlagen.
Durch eine von Network Rail Mitte 2008 abgeschlossene Investition in eine verbesserte Eisenbahnanbindung konnte die Kapazität von 10 auf 22 Züge pro Tag erhöht werden.
Der Hafen wird von Associated British Ports Holdings sowie anderen Unternehmen betrieben und beschäftigt etwa 5000 Menschen. Weitere 18.000 Arbeitsplätze bestehen indirekt durch die Hafentätigkeiten.
Der Hafenbereich hat sich seit der abnehmenden Bedeutung der Fischerei sehr gewandelt und ist nun auf Fährverbindungen nach Kontinentaleuropa ausgelegt. Im Fährtransport wurden jährlich über eine Million Passagiere befördert.
Von größerer Bedeutung für Hull ist heute die Freizeitindustrie; am Humber Street Dock im Stadtzentrum wurde 1983 ein Yachthafen mit 270 Liegeplätzen für Yachten und kleine Segelboote eröffnet.

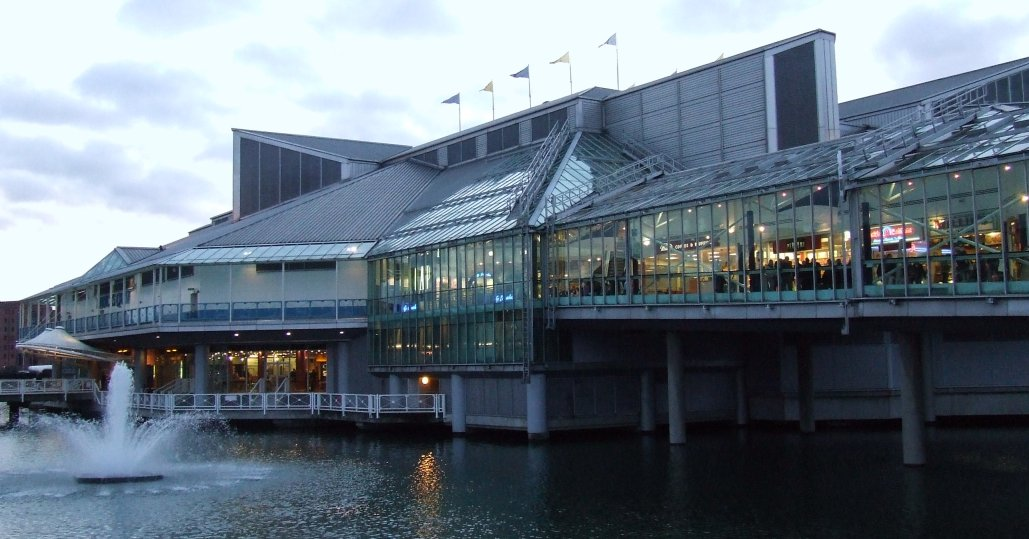
Princes Quay

Der Schwerpunkt der städtischen Industrie liegt im Medizin- und Chemiesektor. Einige bekannte britische Unternehmen, wie etwa BP, Smith & Nephew, Seven Seas und Reckitt Benckiser haben einen Standort in Hull.
Die örtliche Industrie wird durch Forschungseinrichtungen der Universität Hull in Zusammenarbeit mit dem Institute of Woundcare sowie der Hull York Medical School unterstützt.
Als größte Stadt und Verkehrsknoten von East Riding of Yorkshire ist Hull ein Mittelpunkt des Einzelhandels; Bereiche der Stadt sind dabei, für den Einzelhandel wieder attraktiv zu werden. Dies umfasst Projekte in Quai West sowie St Stephen’s.
Auf einer Brache wurde 2013 eine Erweiterung des vorhandenen Princes-Quai-Einkaufszentrums erbaut. Das Zentrum steht auf Stelzen über dem Princes Dock aus dem Jahr 1829 und ist um einen zentralen Innenhof herum gebaut, in dem regelmäßig Veranstaltungen, Aktivitäten und Gemeinschaftsprojekte stattfinden. Es umfasst 60 Geschäfte, zwei Kaufhäuser, Restaurants und diverse Freizeiteinrichtungen. Ein Kino wurde bereits am 21. Dezember 2007 als das erste reine Digitalkino Europas eröffnet.
St Stephens ist ein 52.000 m² großes Einkaufszentrum, das auf dem Gelände des alten Busbahnhofes errichtet wurde. Es beinhaltet Geschäfte, u. a. einen rund um die Uhr geöffneten Supermarkt, sowie Wohneinheiten und ein Parkhaus. Daneben befindet sich der neue Busbahnhof sowie der sanierte Bahnhof.

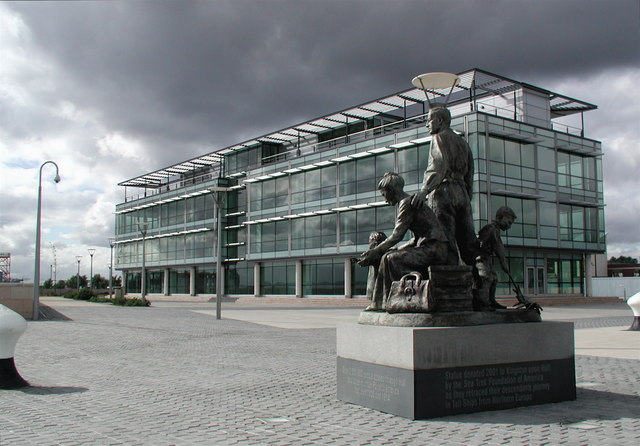
One Humber Quays

Auf dem anderen Ufer des Humber wurde ein Bürokomplex angelegt. Der erste Teil des Projektes beinhaltete zwei Bürogebäude und 51 neue Wohnungen,
der zweite Teil ein 4-Sterne-Hotel mit 200 Betten, ein Restaurant und weitere Büroflächen.
Der Handel der Stadt liefert einen jährlichen Umsatz von knapp acht Milliarden Pfund; über fünf Millionen Besucher trugen Ende der 2000er Jahre fast 210 Millionen Pfund jährlich zum Umsatz der Stadt bei.
Seit Anfang 2017 betreibt Siemens Gamesa in Hull ein Werk für Rotorblätter für deren Offshore-Windkraftanlagen mit nach Unternehmensangaben bis zu 1000 Beschäftigten.

### Verkehr

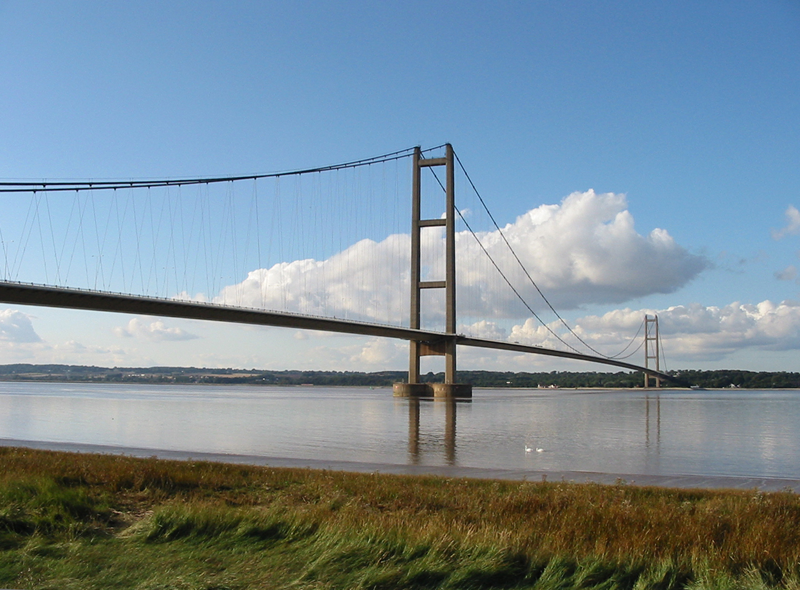
Die Humber-Brücke

Die Hauptverkehrsroute von und nach Hull ist die M62. Als Teil der E20 stellt sie eine der wichtigsten Achsen Englands in Ost-West-Richtung dar. Über sie hat man Anschluss an Großstädte wie Liverpool, Manchester und Leeds sowie an den Rest Großbritanniens über dessen Autobahnnetz. Die M62 selbst endet einige Kilometer vor der Stadt; den Rest der Strecke legt man über die Schnellstraße A63 zurück.
Hull liegt nahe der Humber-Brücke, die die direkte Verbindungen in das Gebiet südlich des Humber ermöglicht. Sie wurde von 1972 bis 1981 erbaut und war während dieser Phase die längste einseilige Hängebrücke der Welt. Nun ist die mautpflichtige Brücke die fünftlängste ihrer Art.
Wer auf die Brücke verzichten möchte, muss auf Umwegen über Goole an die andere Flussseite gelangen.

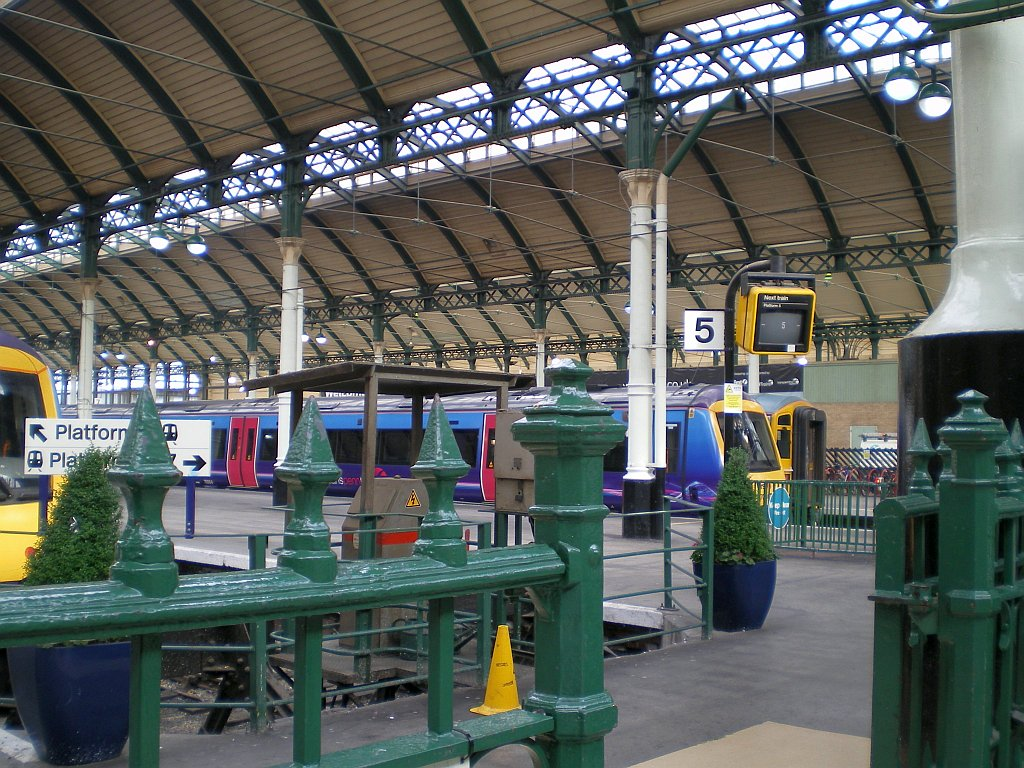
Hull Paragon Interchange

Der öffentliche Personennahverkehr wird hauptsächlich durch zwei Busverkehrsunternehmen gewährleistet: Stagecoach in Hull und East Yorkshire Motor Services. Das kleinere Unternehmen Alpha Bus and Coach bietet eines von zwei P+R-Möglichkeiten der Stadt an – die andere Station wird von East Yorkshire Motor Services bedient.
Der zentrale Umsteigebahnhof zwischen Bus und Eisenbahn wurde am 16. September 2007 als Hull Paragon Interchange eröffnet. Es wurde erwartet, dass jeden Tag etwa 24.000 Menschen den Bahnhofskomplex benutzen. Von hier aus gibt es Verbindungen nach ganz Großbritannien; First Hull Trains bietet sogar Direktzüge nach London an.

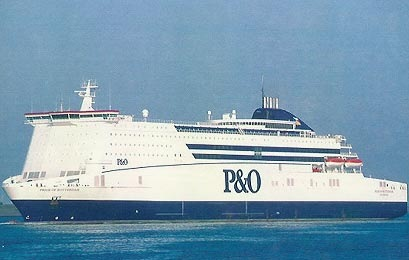
Die Pride of Rotterdam

P&O bietet täglich Fährverbindungen vom King George Dock in Hull nach Rotterdam in den Niederlanden an, eingesetzt werden die Fähren Pride of Rotterdam sowie Pride of Hull. Den Fährdienst gibt es seit 1974. Eine weitere Fähre gab es nach Zeebrugge in Belgien, die Linie wurde aber im Frühjahr 2021 aufgegeben.
Der nächste Flughafen ist der 32 Kilometer (20 Meilen) entfernt in Lincolnshire gelegene Humberside Airport. Zumeist wurden dort Charterflüge angeboten, aber auch vier KLM-Linienflüge nach Amsterdam und Aberdeen pro Tag. Der Robin Hood Airport in South Yorkshire befindet sich 77 Kilometer (48 Meilen) südlich des Stadtzentrums.

### Medien
Hulls Tageszeitung ist die Hull Daily Mail, die in den Jahren 2003, 2004, 2006 und 2007 zu Yorkshires Tageszeitung des Jahres ernannt wurde. Mail News and Media besitzt zudem eine Internetpräsenz und bietet eigene Seiten für Lokalnachrichten, Sport und das Nachtleben an. Veranstaltungs- und Programmhinweise für die Stadt Hull sind im Stadtmagazin Tenfoot City Magazine zu finden. Die BBC hat ihren neuen Regionalsender für Yorkshire und Lincolnshire am Queen’s Gardens in Hull stationiert.
Von hier wird der regionale Nachrichtenkanal Look North gesendet. Zudem werden aus Hull die Radiosender BBC Radio Humberside, Viking FM, KCFM, Magic 1161, Hull University Union’s Jam 1575 und Kingstown Radio gesendet.

### Bildung

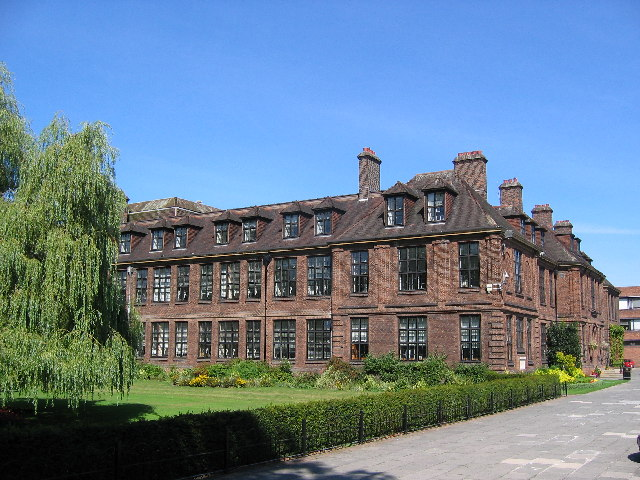
Das Venn Building, Teil der Universität Hull

Kingston upon Hull besitzt die University of Hull mit etwa 16.000 Studenten. Sie wurde 1927 gegründet.
Verbunden mit der Universität ist seit 2003 die Hull York Medical School, durch die die britische Regierung versucht, vermehrt Ärzte zu fördern.
Die Universität Lincoln ging aus der University of Humberside hervor und war früher eine polytechnische Hochschule mit Sitz in Hull. In den 1990er Jahren zog sie nach Lincoln, deren Verwaltung folgte 2001.
Dennoch besitzt sie weiterhin einen kleinen Campus im Stadtzentrum von Hull.
Hull besitzt über 100 Schulen. 71 Grundschulen sowie 14 weiterführende Schulen werden von der Stadt Hull finanziert.
Eine von ihnen ist das römisch-katholische St Mary’s Sports College.
Von der Stadt unabhängig geführte Schulen sind z. B. das Hymers College
und die Hull Collegiate School. Letztere wird durch den Ring der United Church Schools betrieben und entstand durch die Fusion der Hull Grammar School und Hull High School.
Mit dem Hull College gibt es noch eine Schule für Weiterbildung
sowie zwei große Schulen der gymnasialen Oberstufe, das Wyke College
sowie das Wilberforce College.
Die Hull Trinity House School bietet seit 1787 eine Ausbildung als Seemann an.
Die Stadt hat seit vielen Jahren eine geringe Erfolgsquote bei Schulprüfungen und befindet sich oft am Ende der GCSE-Tabelle.
Nachdem man 2007 kurzzeitig auf den vorletzten Platz der Tabelle vorrückte,
büßte man diesen ein Jahr später wieder ein.

## Persönlichkeiten
- Nick Barmby (* 1974), Fußballspieler
- William Barnes Steveni (1859–1944), Journalist und Schriftsteller
- Ryan Birch (1969–2013), Judoka
- Samuel Boden (1826–1882), Schachmeister
- Trevor Bolder (1950–2013), Rockbassist
- Patricia Bredin (1935–2023), Sängerin, Schauspielerin und Buchautorin
- Thomas Brooks (Maler) (1818–1891), Maler
- Ernest William Brown (1866–1938), Mathematiker und Astronom
- Amos Burn (1848–1925), Schachmeister
- Karl Bushby (* 1969), Extremsportler
- Luke Campbell (* 1987), Boxer
- Ian Carmichael (1920–2010), Schauspieler
- Lolita Chakrabarti (* 1969), Theater-, Filmschauspielerin und Bühnen-Autorin
- Thomas Frederic Cheeseman (1846–1923), Botaniker und Naturforscher
- Tom Courtenay (* 1937), Schauspieler
- Anne Ross Cousin, geb. Cundell (1824–1906), Dichterin und Musikerin
- Christian Craft (1871–1951), Schiffsingenieur und Expeditionsteilnehmer
- Noel Cusa (1909–1990), Vogelmaler
- Lionel Davidson (1922–2009), Schriftsteller
- William de la Pole (of Hull) († 1366), Kaufmann, Finanzier und Bankier des Königs und späterer Baron
- Ronald Dearing (1930–2009), Vorsitzender der Post Office Ltd.
- John Deighton (1830–1875), Dampfschiffkapitän und Barbesitzer
- Keith Devlin (* 1947), Mathematiker und Wissenschaftsjournalist
- Arthur Geoffrey Dickens (1910–2001), Historiker
- Francis Durbridge (1912–1998), Schriftsteller, Theater-, Hörspiel- und Drehbuchautor
- John Bacchus Dykes (1823–1876), anglikanischer Geistlicher und Kirchenliedkomponist
- James Evans (1801–1846), methodistischer Missionar und Pastor
- Thomas R. Ferens, ein Philanthrop, Industrieller und Parlamentsabgeordneter für East Hull von 1906 bis 1918 war einer der größten Wohltäter der Stadt, der unter anderem die Universität Hull und die Ferens Art Gallery mit Geldern ausstattete.
- Peter Flanagan (1941–2007), Rugby-League-Spieler
- Luke Fox (1586–1635), Seefahrer, der nach der Nordwestpassage suchte
- Martin Foyston (* 1982), Fußballtrainer
- Liam Garrigan (* 1981), Theater- und Fernsehschauspieler
- Elsa Gidlow (1898–1986), Autorin und Dichterin
- Joseph Henry Gilbert (1817–1901), Agrikulturchemiker
- Nathan Gill (* 1973), Politiker
- Sydney Goldstein (1903–1989), Mathematiker
- Phillip Goodhand-Tait (* 1945), Singer-Songwriter
- George Goulding (1885–1966), Leichtathlet
- John Hall (1824–1907), Politiker und 12. Premierminister von Neuseeland
- Arthur Edward Harbord (1883–1961), Marineoffizier und Expeditionsteilnehmer
- Adrian Hardy Haworth (1768–1833), Entomologe und Botaniker
- Bob Hatton (* 1947), Fußballspieler
- Dave Hemingway (* 1960), Musiker
- Ronnie Hilton (1926–2001), Sänger
- Ernest Holness (1892–1924), Seemann und Antarktisreisender
- Everard Home (1756–1832), Arzt und Mitglied der Royal Society
- Mike Hookem (* 1953), Politiker
- Thelma Hopkins (1936–2025), Leichtathletin
- Rob Hubbard (* 1955), Musiker
- Amy Johnson (1903–1941), eine Pionierin der Luftfahrt, war der erste Mensch, der alleine von England nach Australien flog
- Alex J. Kay (* 1979), Historiker
- Joseph Malet Lambert (1853–1931), ein Bildungsreformer, der die allgemeine Schulbildung als relevanten Wirtschaftsfaktor erkannte
- Philip Larkin (1922–1985), einer der größten englischen Dichter des 20. Jahrhunderts, von 1955 bis zu seinem Tode Chefbibliothekar der Universität Hull.
- Ethel Leginska (1886–1970), Pianistin, Dirigentin und Komponistin
- Jean Lodge (* 1927), Schauspielerin
- Dorothy Mackaill (1903–1990), Schauspielerin
- Gearóid Mac Niocaill (1932–2004), britisch-irischer Mittelalterhistoriker
- Ronald Magill (1920–2007), Bühnen-, Film- und Fernsehschauspieler
- Andrew Marvell (1621–1678), Dichter, der in der Nähe von Hull geboren wurde
- William Mayne (1928–2010), Kinderbuchautor
- Jordan Metcalfe (* 1986), Schauspieler
- Edward Arthur Milne (1896–1950), Mathematiker und Astrophysiker
- Johannus Monday (* 2002), Tennisspieler
- Poppy Morgan (* 1983), Model und Pornodarstellerin
- William Ohly (1883–1955), deutsch-englischer Bildhauer
- Stuart Pearson (* 1949), Fußballspieler
- Chris Priestley (* 1958), Autor, Illustrator und Cartoonist
- J. Arthur Rank (1888–1972), Industrieller und Filmproduzent
- Marjorie Rhodes (1897–1979), Schauspielerin
- Julia Ris (1904–1991), Schweizer Künstlerin
- Mick Ronson (1946–1993), Gitarrist, Komponist, Multiinstrumentalist, Arrangeur und Produzent
- David Rotheray (* 1963), Rock- und Popmusiker
- Roy Sandstrom (1931–2019), Sprinter
- Calum Scott (* 1988), Sänger
- Charles Sheffield (1935–2002), Mathematiker, Physiker und Science-Fiction-Autor
- Ernst von Siemens (1903–1990), deutscher Industrieller und Sohn von Carl Friedrich von Siemens
- Henry B. Sloman (1848–1931), Hamburger Kaufmann und Reeder
- Stevie Smith (1902–1971), Schriftstellerin
- Thomas Somerscales (1842–1927), Maler und Lehrer, der besonders für seine Gemälde mit Darstellungen aus dem Salpeterkrieg und von der Seefahrt vor der Küste von Peru und Chile bekannt wurde
- Noémi Speiser (* 1926), britisch-schweizerische Textilwissenschaftlerin und Textilkünstlerin
- William Stephenson (1889–1953), Seemann und Antarktisreisender
- Jack William Stocks (1871–nach 1933), Radsportler
- Bernard Stonehouse (1926–2014), Zoologe und Sachbuchautor
- Joe Tasker (1948–1982), Bergsteiger und Buchautor
- Brandon Thomas (1848–1914), Schiffszimmermann, Schauspieler und Autor
- Gerald Thomas (1920–1993), Filmregisseur, der vor allem für die Carry-On-Filmreihe bekannt ist
- Ralph Thomas (1915–2001), Filmregisseur
- Cosey Fanni Tutti (* 1951), Künstlerin und Musikerin
- Dave Ulliott (1954–2015), professioneller Pokerspieler
- John Venn (1834–1923), Mathematiker
- David Whitfield (1925–1980), Sänger
- William Wilberforce (1759–1833), einer der führenden Aktivisten für die Abschaffung der Sklaverei
- Andy Wilson (1902–1926), Radrennfahrer
- Vic Wilson (1931–2001), Automobilrennfahrer
- Dean Windass (* 1969), Fußballspieler
- Scott Wiseman (* 1985), Fußballspieler